# Клишевич, Сергей Михайлович
Серге́й Миха́йлович Клише́вич (бел. Сяргей Міхайлавіч Клішэвіч, род. 23 сентября 1990, Минск, Белорусская ССР, СССР) — белорусский государственный и политический деятель, депутат Палаты представителей Национального собрания VII созыва. В белорусском парламенте является членом Постоянной комиссии по образованию, культуре и науке.

## Биография
Родился 23 сентября 1990 года в городе Минске.
Имеет высшее образование, окончил исторический факультет Белорусского государственного университета по специальности «История — политология», по специальности — преподаватель истории и социально-гуманитарных дисциплин; магистратуру исторического факультета БГУ по специальности «Управление документами и архивное дело»; аспирантуру исторического факультета БГУ по специальности «Отечественная история»; также окончил Академию управления при Президенте Республики Беларусь по специальности «Государственное управление и право».
В 2011 году избран лидером БРСМ БГУ; в 2013 году переведён на должность главного специалиста отдела по делам молодёжи главного управления идеологической работы, культуры и по делам молодёжи Минского горисполкома; в 2015 году, на 42-м съезде БРСМ, избран вторым секретарём Центрального комитета Общественного объединения «Белорусский республиканский союз молодёжи»; в 2017 году избран первым секретарём Минского городского комитета Общественного объединения «Белорусский республиканский союз молодёжи». 7 ноября 2016 года на открытии памятника Ленину в Минске Клишевич набросился на лидера незарегистрированного «Молодого Фронта» Дмитрия Дашкевича и вырвал у него листовку.
17 ноября 2019 года, на прошедших парламентских выборах, был избран депутатом Палаты представителей Национального собрания по Октябрьскому избирательному округу № 97 города Минска. Выдвигался путём сбора подписей и был выдвинут Коммунистической партией Беларуси. По результатам голосования, за его кандидатуру были поданы 16 745 голосов (46,67 % от общего числа), при этом явка избирателей на округе составила 61,8 %.
1 мая 2020 года высказался против введения мер всеобщего карантина на предприятиях из-за распространения коронавирусной инфекции, мотивируя это необходимостью сохранения рабочих мест: по его словам, основной формой социальной поддержки населения является возможность продолжать работу, а также сохранение трудовых коллективов на предприятиях. Также он предположил, что вызванная карантином социальная депривация может привести к развитию депрессии и асоциального поведения. Клишевич поддержал проведение парада по случаю 75-летия Победы в Великой Отечественной войне в Минске 9 мая 2020 года, выразив уверенность, что система здравоохранения Беларуси способна эффективно противостоять пандемии COVID-19 без введения мер всеобщего карантина и административного запрета массовых мероприятий.
Во время избирательной кампании 2020 года участвовал в организации ряда пикетов по сбору подписей в г. Минске за выдвижение в кандидаты в президенты действующего президента Лукашенко А. Г. Во время первого пикета 5 июня Клишевич и группа активистов БРСМ подошли к журналисту радио «Свобода», освещавшему мероприятие, с вопросами «Сколько вам заплатили за эфир? Вам не стыдно продавать страну? Вы боитесь что-то сказать?», аналогичные вопросы они по ошибке задали и главе Федерации профсоюзов Беларуси Михаилу Орде, который давал интервью поблизости. Впоследствии Клишевич обвинил радио «Свобода» и другие СМИ в том, что они «под копирку выдают нагнетающие материалы о беспрецедентном уровне милицейского насилия, в то время как в самих США массовыми беспорядками, поджогами и столкновениями с национальной гвардией охвачены десятки крупных городов и штатов». Также он предложил взять «контроль за информационным пространством, в котором действуют радикалы» и высказал мнение, что 70 % комментариев на политическую тематику в Интернете написано при участии т.н. «ботоферм», которые активно поддерживали альтернативных кандидатов на неполитизированных ресурсах.
В июле 2020 года высказался в поддержку обязательного послевузовского распределения и заявил, что «сегодня, наверное, пол-Европы хотело бы, если не вся, иметь такие социальные гарантии».
11 августа 2020 года, комментируя массовые акции протеста по всей республике, Клишевич заявил, что их устраивают приезжие подготовленные люди, «переброшенные из других регионов и даже из других стран», которые прикрываются молодёжью «для картинки». 20 августа Клишевич участвовал в велопробеге в Минске, и журналисты запечатлели его показывающим кому-то средний палец на проспекте Независимости (по версии газеты «Наша Нива», он демонстрировал его сигналящим автомобилистам. Впоследствии Клишевич подтвердил, что показывал этот жест автомобилистам осознанно.
В октябре 2020 года группа избирателей округа № 97 направила в Палату представителей письмо с требованием рассмотрения поведения С. М. Клишевича на соответствие статье 262 Регламента Палаты представителей. Согласно письму избирателей, Клишевич приводил недостоверные и непроверенные факты без ссылок на источники получения информации, произносил фразы и совершал публичные действия, прямо и косвенно унижающие человеческое достоинство и вносившие раскол в общество. Клишевич назвал письмо своеобразной формой буллинга, предположив, что его избирателям «нужна организованная встреча, где будет шум, гам, где будут унижение и оскорбления, травля, желательно все это подсветить в средствах массовой информации, которые они посчитают нужными, и выдать в нужном соусе».
Призывал к отчислению студентов, участвовавших в протестных акциях против фальсификации президентских выборов и насилия силовиков.
Женат, воспитывает сына и дочь.